# Albertino
Albertino (* 7. August 1962 in Paderno Dugnano; eigentlicher Name Sabino Alberto Di Molfetta) ist ein italienischer Radiomoderator und DJ aus Mailand. International bekannt ist er für seine Zusammenarbeit mit Gigi D’Agostino beim Hit Super, der 2001 unter anderem auf Platz 1 in Österreich kam.

## Biografie
Anfang der 1980er Jahre begann Albertino als Moderator bei Radio Music, einem Mailänder Lokalsender. 1982 ging er zum größeren Radio Milano International und zwei Jahre später wurde er vom Gründer Claudio Cecchetto zum neuen aufstrebenden Sender Radio Deejay geholt. Mit den Sendungen Deejay Time und Deejay Parade machte er sich einen Namen. Besonders die innovative Deejay Time wurde ab 1991 mit der Hinzunahme von DJ Fargetta zu einem der national meistgehörten Programme in der Geschichte des Senders. Später brachte er die Show auch auf die Bühne und machte daraus große Live-Veranstaltungen. Compilation-CDs der Sendung gehören zu den Bestsellern in Italien.
1994 startete er die Sendung Fridays Rappa, später umbenannt in One-Two One-Two, in der er italienische Rapper vorstellte und die einheimische Hip-Hop-Musik förderte. Für Neffa und Articolo 31 war er darüber hinaus auch als Produzent tätig.
Neben den neuen Ideen, die er ins Radioprogramm einbrachte, ist Albertino auch für seine Sprachgewandtheit und seinen sprachlichen Erfindungsreichtum bekannt. 1997 erhielt er von der Accademia della Crusca, der Gesellschaft für die italienische Sprache, eine Würdigung für seine Kommunikation mit der Jugend.
Seinen einzigen eigenen Charterfolg hatte er 2001 zusammen mit Gigi D’Agostino. Der Turiner DJ hatte in den beiden Vorjahren mehrere große Hits in Europa gehabt wie The Riddle und La passion. Für seinen Song Super (1, 2, 3) holte er sich Albertino dazu und hatte damit zumindest von der Platzierung her mit Platz 2 seinen größten Hit in der Heimat. Auch in Spanien und Belgien kam das Lied in die Top 5 und in Österreich sogar auf Platz 1.
2001 und 2002 veranstaltete er einen Dance Award, ab 2002 führte er im Radio durch Dance Revolution, das ältere und moderne Varianten der elektronischen Tanzmusik in den Vordergrund stellte. Bis 2004 lief die Deejay Parade. Weitere Sendungen waren Sciambola!, das 2008 Deejay Time ablöste, die Radiohitparade 50 Songs und Asganaway in den 2010er Jahren mit Fabio Alisei und Paolo Noise.
Neben seiner Radiotätigkeit trat er auch mehrmals im Fernsehen in verschiedenen Sendungen und häufig in der Sportshow Quelli che … il calcio auf. Auch als Club-DJ war er in seiner Karriere immer wieder tätig und trat in allen großen Clubs auf.
2019 verließ Albertino nach 35 Jahren den Sender Radio Deejay und ging zum Hauptstadtsender m2o. Neben seiner täglichen Show Albertino Everyday übernahm er dort auch die künstlerische Leitung des Programms.
Pasquale Di Molfetta alias DJ Linus ist Albertinos Bruder und künstlerischer Leiter bei Radio Deejay. In ihrer Karriere hatten die beiden auch schon gemeinsam moderiert.